# The 666 Box
The 666 Box è un cofanetto dei Death SS, pubblicato nel 2003 dalla Lucifer Rising; il box set contiene 6 canzoni, nella versione singolo 7'.

## Canzoni
1. Vampire
2. Horrible Eyes
3. Kings of Evil
4. Heavy Demons
5. Chains of Death
6. Come to the sabbath